# 562936 Bródyimre
562936 Bródyimre è un asteroide della fascia principale. Scoperto nel 2010, presenta un'orbita caratterizzata da un semiasse maggiore pari a 2,5599565 au e da un'eccentricità di 0,1474630, inclinata di 4,20488° rispetto all'eclittica.